# Vergiet

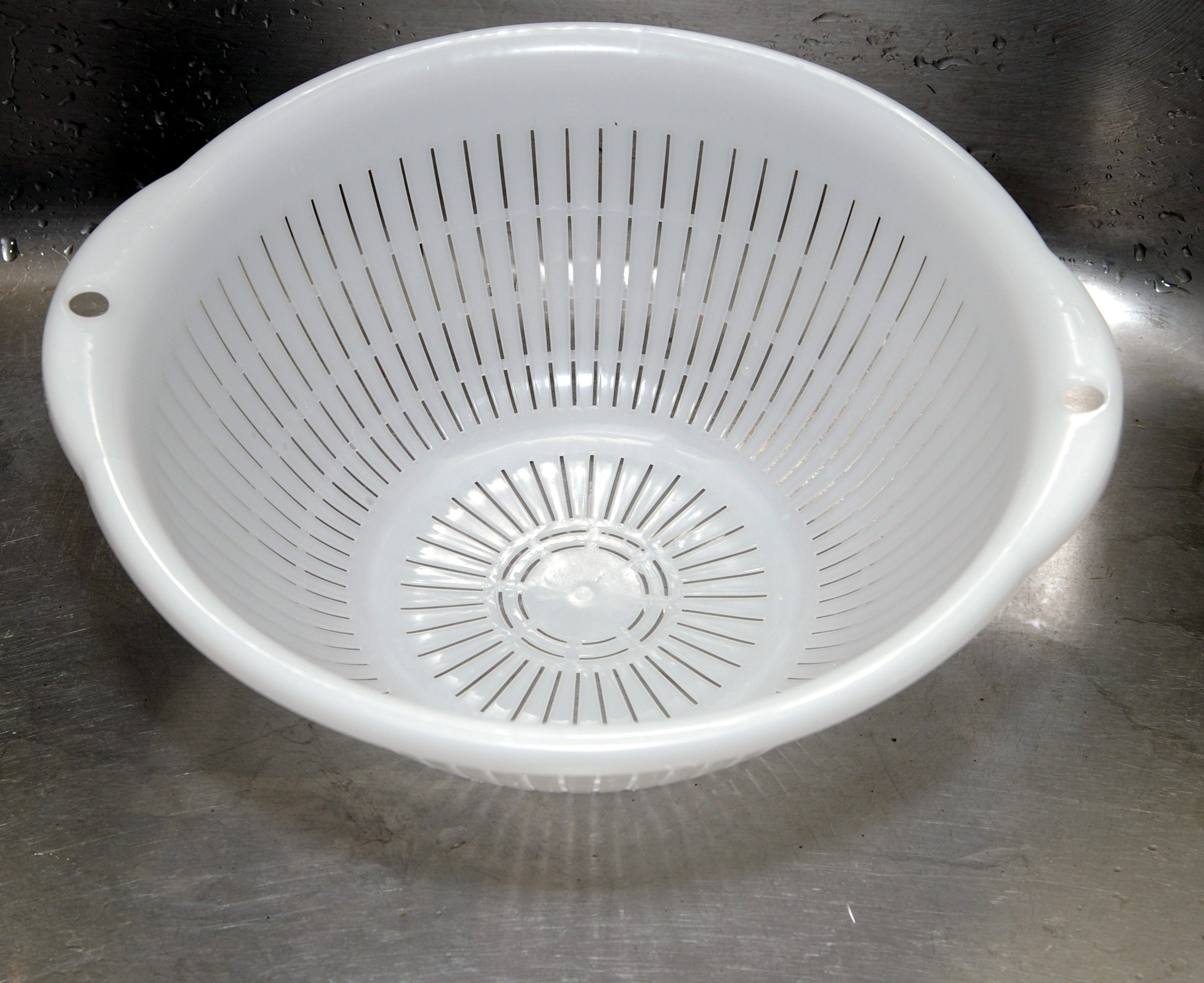
Plastic vergiet

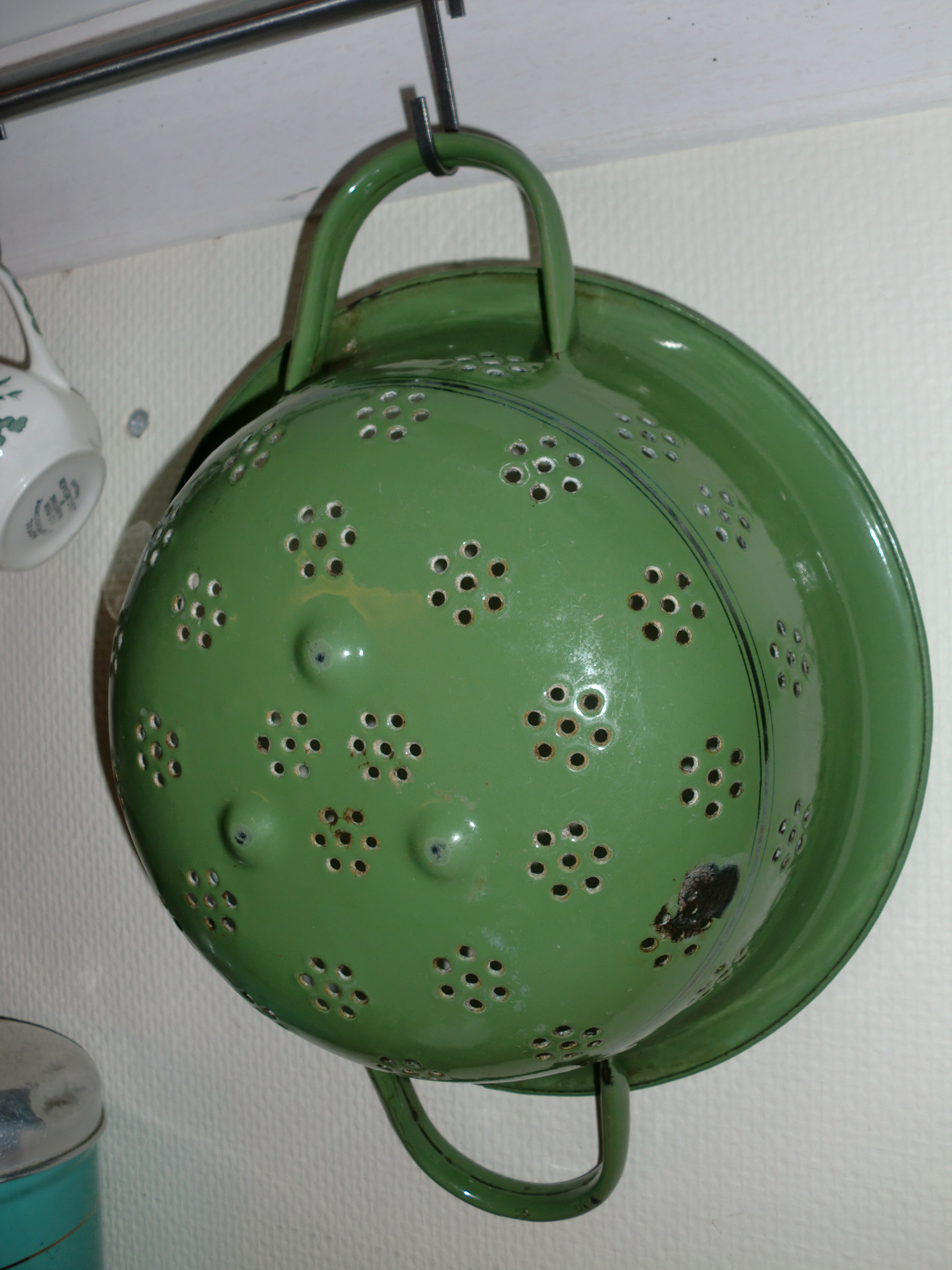
Vergiet van emaille, Nederland, jaren 1950

Een vergiet, ook bekend als  gortemetiel, gatenbetiel of gatenpetiel is een grote schaal met gaatjes erin. Het is keukengerei dat gebruikt wordt om etenswaren van overtollig vocht te ontdoen.
Het gerei werd eerder vaak van aardewerk of koper gemaakt en daarna van van geemailleerrd plaatijzer. Moderne varianten zijn meestal van kunststof of roestvrijstaal.

## Afbeeldingen

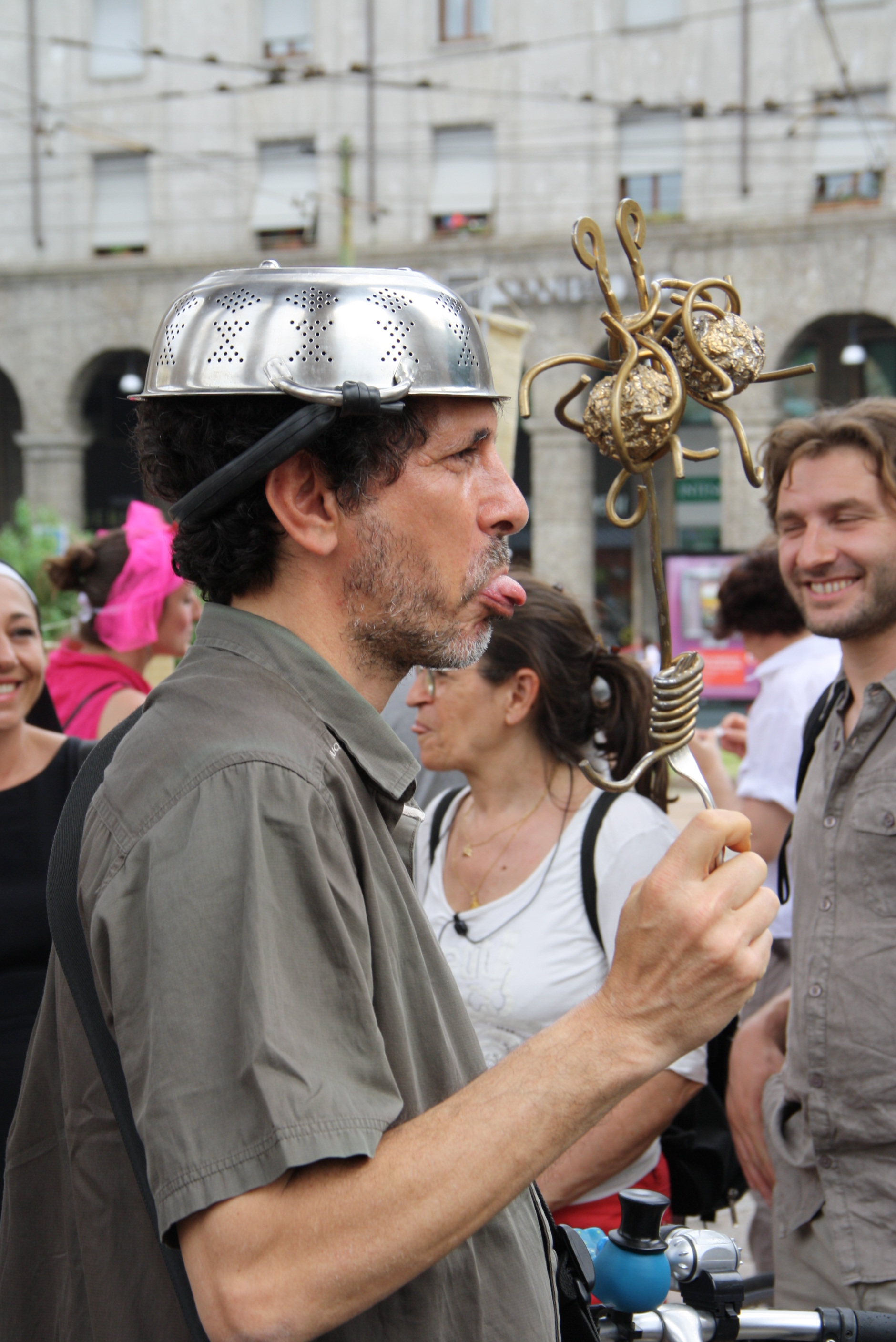
Antiklerikale bijeenkomst op het Piazza XXIV Maggio in Milaan
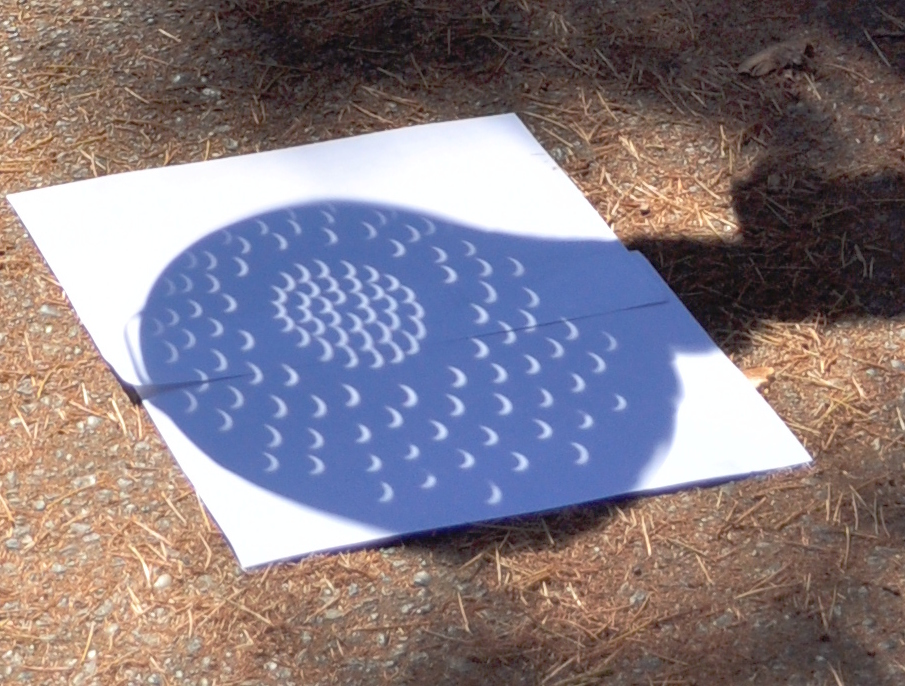
Een zonsverduistering, op de grond geprojecteerd door een vergiet
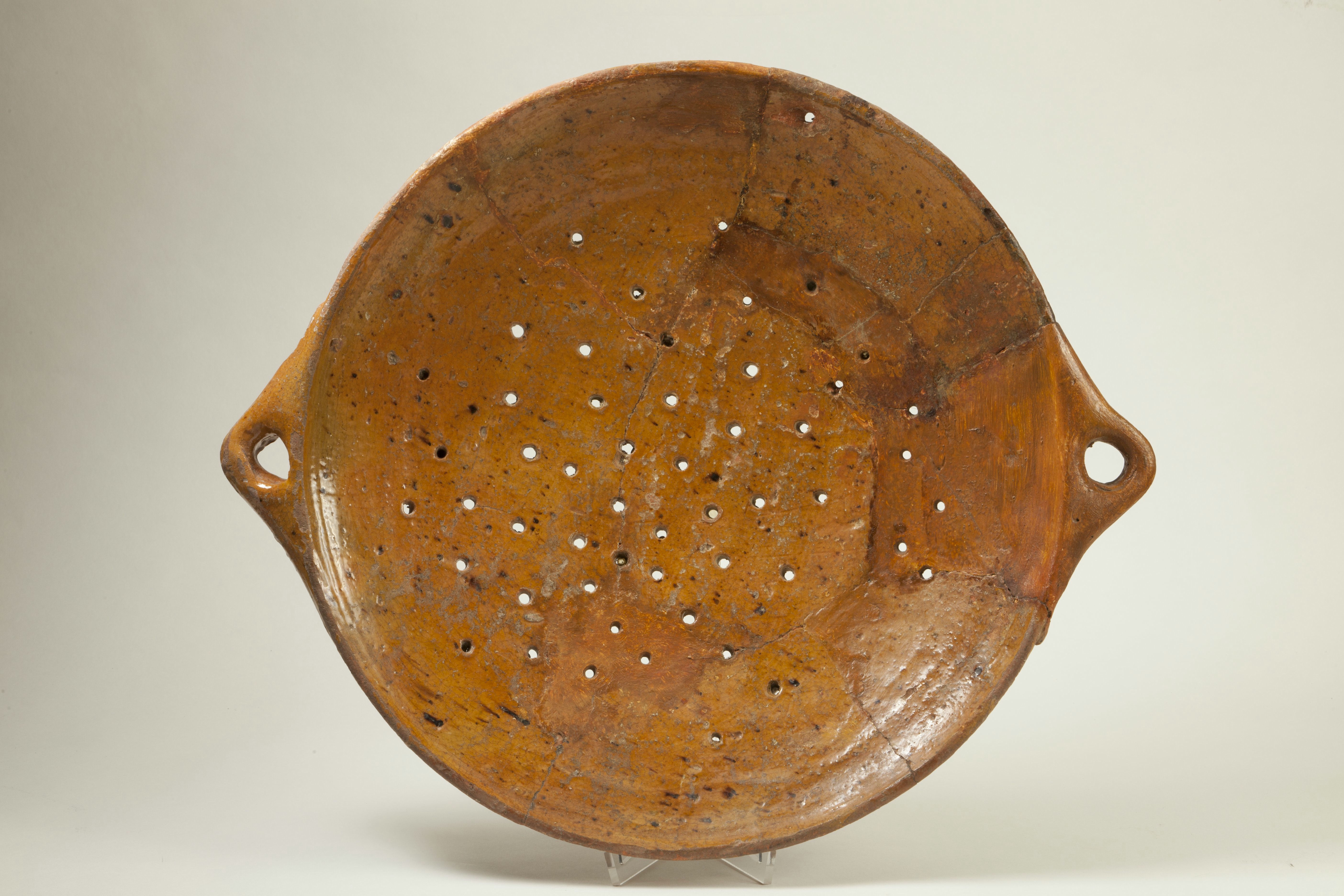
Vergiet van geglazuurd roodbakkend aardewerk

## Trivia
- Een vergiet of zeef is een religieus hoofddeksel voor aanhangers van het Vliegend Spaghettimonster.
- Een vergiet kan gebruikt worden om een zonsverduistering indirect waar te nemen.